# Polyacrylamide
Le polyacrylamide est un polymère répondant à la formule [-CH2-CH(-CONH2)-]n, formé à partir d'acrylamide.
Il peut être réticulé en incorporant dans le mélange de polymérisation un dérivé bifonctionnel de l'acrylamide : le N,N'-méthylène-bis-acrylamide (CH2=CH-CO-NH-)2CH2.

## Structure moléculaire
Le polyacrylamide, contrairement à l'acrylamide qui est neurotoxique, n'est pas toxique mais doit être manipulé avec précaution car il peut contenir des traces de monomère acrylamide.
Le polyacrylamide est un gel hautement absorbant. Sous forme de poudre, il se dilue dans l'eau pour former un gel visqueux après agitation vigoureuse.
Des substances ioniques, telles le chlorure de sodium, permettent au polyacrylamide de libérer les substances absorbées.
L'intérêt de ce polymère peut être apprécié dans son caractère de fluide non newtonien, et constitue un bon exemple d'application de l'effet Weissenberg : le fluide, soumis à l'action d'un agitateur magnétique, remonte au centre du récipient au lieu de se plaquer sur les côtés, comme l'aurait fait un fluide newtonien classique, comme l'eau (cf. Polymère superabsorbant).

## Applications
- Biologie moléculaire : électrophorèse sur gel de polyacrylamide en présence de dodécylsulfate de sodium
- Agriculture : amendement
- Traitement des eaux : floculation